# Glyceria spiculosa
Glyceria spiculosa är en gräsart som först beskrevs av Johann Anton Schmidt, och fick sitt nu gällande namn av Roman Julievich Roshevitz och Boris Fedtjenko. Glyceria spiculosa ingår i släktet glycerior, och familjen gräs. Inga underarter finns listade i Catalogue of Life.